# Кесек (село)
Кесек (кирг. Кесек) — село в Араванском районе Ошской области Кыргызстана. Входит в состав Мангытского айылного аймака.

## География
Село расположено в западной части области, на левом берегу реки Аравансай, на расстоянии приблизительно 7 километров (по прямой) к юго-востоку от села Араван, административного центра района. Абсолютная высота — 915 метров над уровнем моря.

## Население
Согласно оценочным данным Национального статистического комитета Кыргызской Республики, численность населения села на начало 2023 года составляла 1469 человек.
| год     | 2009 | 2014 | 2015 | 2020 | 2021 | 2023 |
| ------- | ---- | ---- | ---- | ---- | ---- | ---- |
| человек | 938  | 1194 | 1200 | 1317 | 1385 | 1469 |